# Salvatore Ferragamo
Salvatore Ferragamo (Bonito, 5 giugno 1898 – Firenze, 7 agosto 1960) è stato uno stilista e imprenditore italiano.
È il fondatore della casa di moda omonima.

## Biografia
Era originario di Bonito, un piccolo paese della provincia di Avellino, undicesimo dei quattordici figli di Antonio e Mariantonia Ferragamo. Si dice che la sua passione sia iniziata dopo aver fatto per le sorelle le prime calzature. Dopo aver lavorato per un anno a Torre del Greco da un calzolaio, tornò a Bonito, dove aprì un piccolo negozio in cui produceva scarpe su misura per le signore del posto. Nel 1914 partì per gli Stati Uniti per raggiungere a Boston uno dei fratelli, che lavorava in una fabbrica di scarpe.

Dopo una breve permanenza si trasferì in California, inizialmente a Santa Barbara, dove aprì una bottega di riparazione e fabbricazione di scarpe su misura. Lavorò per l'American Film Company e studiò Anatomia presso l'University of Southern California. In seguito, nel 1923, si spostò a Hollywood, dove aprì l'Hollywood Boot Shop e in poco tempo si guadagnò il nome di "Calzolaio delle stelle". Anche se alcuni sostengono che le celebri scarpette di rubino di Dorothy, nel film Il mago di Oz del 1939, siano state realizzate da lui, in realtà esse furono una invenzione di Gilbert Adrian, famoso costumista di Hollywood.

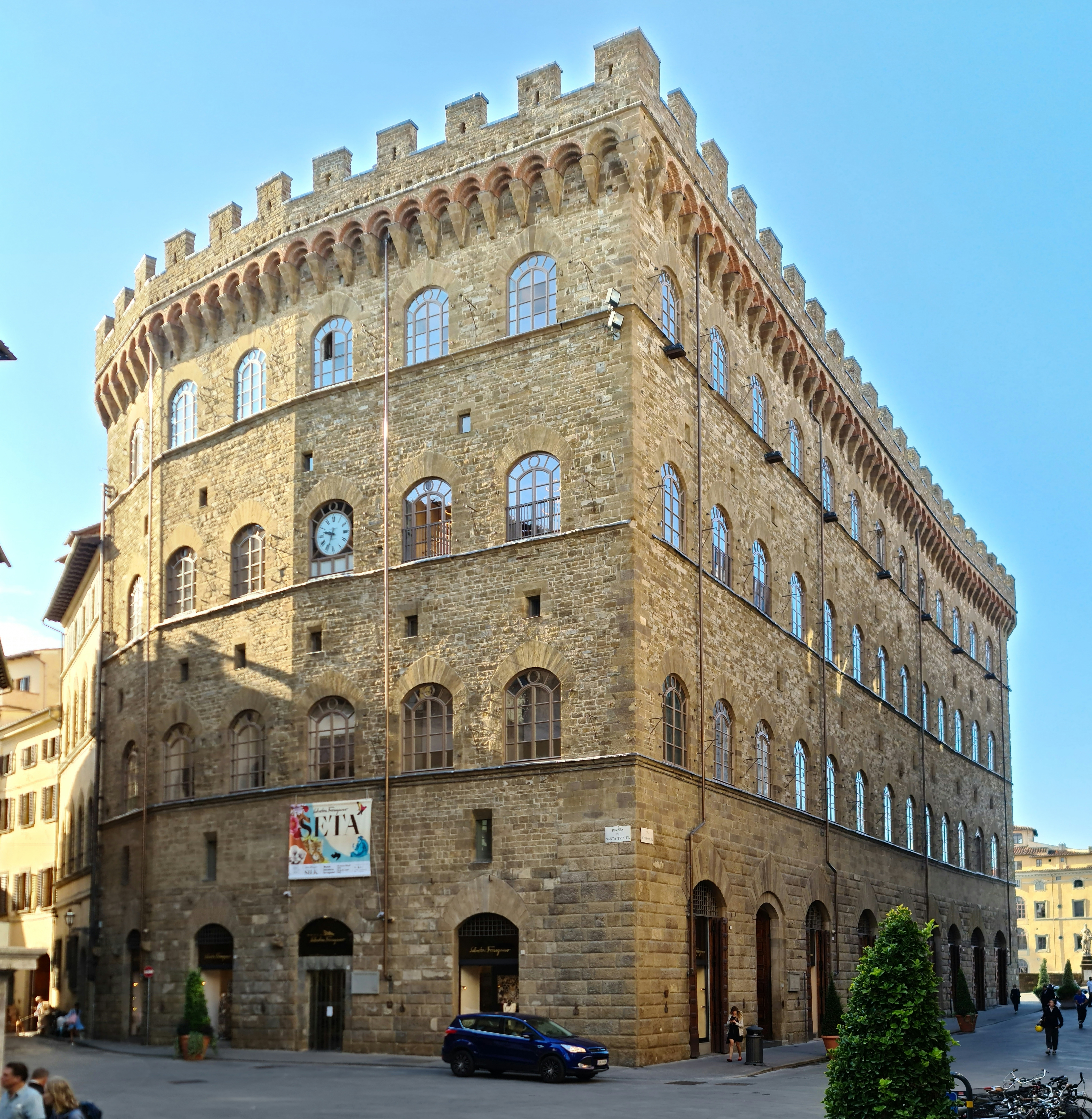
Palazzo Spini Feroni, sede della Salvatore Ferragamo Spa, Firenze

Dopo tredici anni di attività negli Stati Uniti, ritornò in Italia nel 1927. e sposò la figlia di un medico, Wanda, conosciuta nel suo paese di Bonito. Acquistò una villa rinascimentale fuori Firenze, dove crebbero Fiamma e gli altri cinque figli minori. Aprì il suo primo laboratorio in via Mannelli 57. Qui produceva scarpe da donna, destinate inizialmente solo al mercato americano. Nello stesso anno diede avvio alla prima azienda Salvatore Ferragamo. La prima etichetta e il primo manifesto pubblicitario Ferragamo furono creati nel 1930 dal pittore futurista Lucio Venna.
Nel 1933, a causa della inadeguata gestione amministrativa e della crisi mondiale, la ditta dichiarò bancarotta. Conclusa la guerra, Ferragamo si accorse che il mercato italiano era ancora ricettivo. Negli anni cinquanta Palazzo Spini Feroni, dove dal 1938 Ferragamo aveva stabilito la sua sede, divenne meta di attrici del cinema, del jetset internazionale e delle famiglie reali, che venivano nei suoi showroom per ordinare calzature, considerate straordinarie per qualità e inventiva.
Ferragamo è stato talvolta indicato come un visionario, per i suoi disegni che spaziano da creazioni più bizzarre, spesso veri e propri oggetti d'arte di altissimo design, a linee di eleganza più tradizionale, che spesso servirono da ispirazione anche ad altri progettisti della calzatura del suo tempo. Alla morte di Ferragamo, nel 1960, la fama internazionale del marchio non subì flessioni, anzi inaugurò una nuova stagione, grazie alla guida della moglie Wanda (Bonito, 23 dicembre 1921 - Fiesole, 19 ottobre 2018) e dei sei figli Fiamma, Giovanna, Ferruccio, Fulvia, Leonardo e Massimo, che hanno portato avanti sino a oggi l'eredità del fondatore.

## L'azienda
Fondata nel 1927 e guidata da Salvatore Ferragamo fino alla sua morte, nel 1960, l'azienda è rimasta nelle mani della famiglia Ferragamo: la moglie Wanda ed i sei figli che, raggiunta la maggiore età, hanno ricoperto i ruoli chiave dell'azienda, contribuendo alla sua espansione sia nell'offerta di prodotti che nella distribuzione.
Tutti i figli ed alcuni nipoti sono attualmente impegnati all'interno dell'azienda e del gruppo:
- Wanda Miletti Ferragamo (Bonito, 23 dicembre 1921 - Fiesole, 19 ottobre 2018), moglie del fondatore, ha preso le redini del gruppo dal 1960 e ha ricoperto il ruolo di presidente onorario della Salvatore Ferragamo SpA fino alla morte.
- Ferruccio Ferragamo, è attualmente il presidente della Salvatore Ferragamo SpA.
- Giovanna Gentile, è attualmente vicepresidente della Salvatore Ferragamo SpA.
- Leonardo Ferragamo, dal 2000 è consigliere della Salvatore Ferragamo SpA e Ferragamo Finanziaria; recentemente è stato nominato vicepresidente della Fondazione Ferragamo.
- Massimo Ferragamo, è il presidente della Ferragamo USA.
- Fulvia Visconti Ferragamo, scomparsa il 25 aprile 2018[7], è stata dagli anni Settanta responsabile degli accessori in seta del marchio e vicepresidente della Salvatore Ferragamo SpA
- Fiamma Ferragamo di San Giuliano, scomparsa nel 1998,[8] è ancora considerata per molti una figura presente nella vita della Salvatore Ferragamo. Stilista premiata con il Neiman Marcus nel 1967, ha creato alcuni prodotti simbolo del marchio, quali la scarpa Vara e l'ornamento Gancino.

Nel 1995 a Firenze, Wanda Miletti Ferragamo ha inaugurato il Museo Salvatore Ferragamo, dedicato all'opera del fondatore, dove vengono conservate, tra l'altro, le forme delle scarpe create per molti personaggi celebri. Il 5 dicembre 2006 il museo è stato riaperto nella nuova sede di Palazzo Spini Feroni.
Nel 2016 il Gruppo Ferragamo registrava 1,43 miliardi di fatturato.

## Archivio
La documentazione prodotta da Salvatore Ferragamo durante la sua carriera imprenditoriale si conserva a Firenze, presso Ferragamo Spa, nel fondo Ferragamo (1927 - ) e presso il Museo a lui dedicato, nel fondo Ferragamo (1927 - ), che riunisce, tra l'altro, quasi 15.000 modelli di calzature, con un piccolo nucleo di scarpe provenienti da altri paesi e scarpe storiche, insieme a componenti di calzature, tacchi, forme di legno dei personaggi famosi come Marilyn Monroe, Greta Garbo, Audrey Hepburn; articoli di pelletteria bigiotteria e abbigliamento uomo-donna; arnesi da lavoro; premi; oggettistica varia; opere d'arte realizzate in occasione di eventi o mostre; facsimili di brevetti e brevetti in originale; un nucleo importante di corrispondenza; cartelle stampa; libri sulle tendenze; libri sulla moda; riviste; ritagli di giornali. Oltre a tutto ciò sono conservate immagini e filmati pubblicitari che documentano la storia di Salvatore Ferragamo e numerose campagne pubblicitarie realizzate da importanti fotografi.

## Tributi
Il 12 luglio 2019 il sindaco di Firenze Dario Nardella, insieme alla giunta di Palazzo Vecchio, ha celebrato l'intitolazione ai coniugi Salvatore e Wanda Ferragamo della piazzetta tra Ponte Vecchio, via dei Bardi e via Guicciardini.
Nel 2020 il regista Luca Guadagnino ha diretto il documentario Salvatore - Il calzolaio dei sogni, in cui ha ricostruito l'avventura imprenditoriale di Ferragamo intervistando, tra gli altri, personalità del mondo della moda come Christian Louboutin e Manolo Blahnik e del mondo del cinema come Martin Scorsese .